# Suzy (Aisne)
Suzy ist eine ehemalige französische Gemeinde mit 315 Einwohnern (Stand: 1. Januar 2022) im Département Aisne in der Region Hauts-de-France; sie gehörte zum Arrondissement Laon und ist Teil des Kantons Laon-1.
Zum 1. Januar 2019 wurde Suzy mit Cessières zur Commune nouvelle Cessières-Suzy zusammengelegt. Seitdem ist Suzy eine Commune déléguée.

## Geografie
Das Dorf wird von den Ortschaften Saint-Gobain im Nordwesten und Norden, Bucy-lès-Cerny im Nordosten, Cessières im Osten und Südosten, Faucoucourt im Süden, Wissignicourt im Südwesten sowie Prémontré im Westen umgeben.

## Bevölkerungsentwicklung
| Jahr                      | 1962 | 1968 | 1975 | 1982 | 1990 | 1999 | 2008 | 2015 |
| Einwohner                 | 216  | 252  | 242  | 260  | 291  | 270  | 298  | 313  |
| Quelle: Cassini und INSEE |      |      |      |      |      |      |      |      |

## Sehenswürdigkeiten

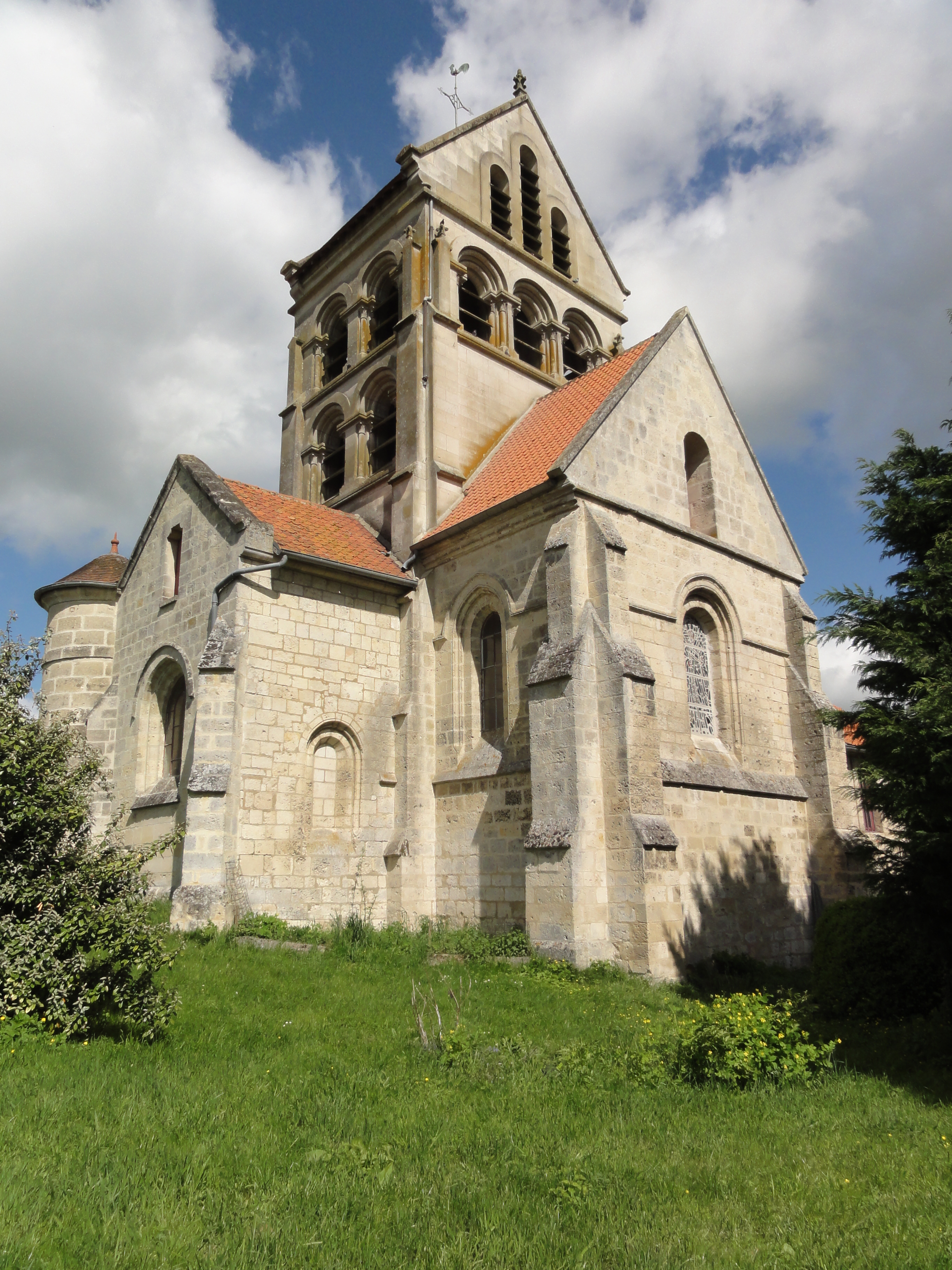
Kirche Saint-Rémi

- Kirche Saint-Rémi